# Саша Јовановић
Саша Јовановић (Сремска Митровица, 14. април 1965) je српски писац, новинар и телевизијски уредник. Члан је Удружења новинара Србије и Друштва књижевника Војводине.

## Биографија
Рођен је 14. априла 1965. године у Сремској Митровици. Основну и средњу школу завршио је у родном месту. Школовање наставља на Филозофском факултету у Новом Саду, где уписује Енглески језик и књижевност. Са почетком студија постаје активан у омладинском листу „Глас омладине“, на омладинском програму Радио Новог Сада, као и у забавном програму „Недељно поподне“ телевизије Нови Сад.
Био је један од обнављача угашеног листа новосадских студената, Индекса. Лист је обновљен 1988. године, али под називом „Гаудеамус“. Након годину дана излажења, листу је враћен првобитни назив. Почетком деведесетих година почиње да ради у кући Дневник. Оснивач је и уредник „Новосадског недељника“ и првог специјализованог часописа за пензионере - „Пензионерске новине“. Уређивао је и издавао часописе „Глобус - избор из стране штампе“, „Ваш лекар“, „Стил“, „Продавница тајни“, „Екологија данас“, „Српски крајеви“ и других.
Од 2005. до 2007. године био је главни уредник бесплатних новосадских градских новина „Град“.
Од 2009. године уредник је у дечијем програму Радио телевизије Војводине. Уређује дечију еколошку емисију „Питам се, питам се“. Председник је еколошког удружења „Зелено питање“ из Новог Сада, у оквиру којег уређује и дечији еколошки часопис „Чувари равнице“. Пише и сценарије за стрипове Младена Ољаче.